# Biểu tình khí hậu tháng 9 năm 2019

Số người tham dự biểu tình vào ngày 20 tháng 9, theo quốc gia.
trên một triệu
hàng trăm ngàn
hàng chục ngàn
hàng ngàn
hàng trăm
Các cuộc biểu tình nhỏ, số lượng không rõ ràng

Các cuộc biểu tình khí hậu tháng 9 năm 2019 là một loạt các cuộc đình công và biểu tình trên khắp thế giới nhằm mục đích đòi hỏi phải giải quyết các vấn đề của biến đổi khí hậu. Thời gian của cuộc đình công bắt đầu từ ngày 20 tháng 9, tức là ba ngày trước Hội nghị thượng đỉnh về khí hậu của Liên hợp quốc và ngày 27 tháng 9, kéo dài một tuần cho đến 27 tháng 9, được xem là cuộc biểu tình quy mô lớn toàn cầu vì môi trường. Các cuộc biểu tình đã diễn ra trên 4.500 địa điểm tại 150 quốc gia khác nhau. Sự kiện này là một phần của cuộc đình công xuất phát từ phong trào khí hậu, được lấy cảm hứng từ các hoạt động Thứ Sáu vì Tương lai của nhà hoạt động khí hậu Thụy Điển Greta Thunberg.
Vào ngày 20 tháng 9, các nhà tổ chức báo cáo có đến 1,4 triệu người đã tham gia vào các cuộc đình công tại Đức, ước tính 300.000 người biểu tình đã tham gia vào các cuộc đình công tại Úc. Một cuộc biểu tình ở Luân Đôn đã thu hút 100.000 người tham gia, theo các nhà tổ chức.

## Bối cảnh
Các cuộc biểu tình này là chuỗi biểu tình toàn cầu lớn thứ ba từ trước đến nay vì khí hậu. Cuộc biểu tình đầu tiên của các cuộc biểu tình này là vào tháng 3 năm 2019, với sự tham gia của 1,6 triệu người từ hơn 125 quốc gia. Cuộc biểu tình tiếp theo vào tháng 5 năm 2019 được hẹn giờ trùng với cuộc bầu cử Nghị viện châu Âu 2019, bao gồm hơn 1.600 sự kiện khác nhau diễn ra tại 125 quốc gia. Cuộc biểu tình thứ ba được lên kế hoạch chủ yếu vào ngày 20 và 27 tháng 9. Chúng được hẹn giờ diễn ra xung quanh Hội nghị Thượng đỉnh Khí hậu Thanh niên Liên Hợp Quốc (21 tháng 9) và Hội nghị Thượng đỉnh Hành động Khí hậu của Liên hợp quốc (23 tháng 9). Ngày 27 tháng 9 cũng là ngày kỷ niệm Silent Spring được xuất bản, một cuốn sách năm 1962 là chìa khóa để bắt đầu phong trào bảo vệ môi trường.